# Cserépfalu
Cserépfalu é um município da Hungria, situado no condado de Borsod-Abaúj-Zemplén. Tem 44,65 km² de área e sua população em 2015 foi estimada em 1.017 habitantes.